# Peratophaea apicalis
Peratophaea apicalis là một loài bướm đêm trong họ Noctuidae.